# Edi Ziegler
Edwin Ziegler (Schweinfurt, 1930. február 25. – München, 2020. március 19.) olimpiai bronzérmes német kerékpárversenyző.

## Pályafutása
Az 1952-es helsinki olimpián országúti csapatversenyben az ötödik helyen, egyéniben a harmadik helyen végzett. 1957 és 1959 között profi kerékpárversenyző volt.

## Sikerei, díjai
- Olimpiai játékok – országúti, egyéni
  - bronzérmes: 1952, Helsinki